# Allison Jolly
Allison Blair Jolly (San Petersburgo, 4 de agosto de 1956) es una deportista estadounidense que compitió en vela en la clase 470. Participó en los Juegos Olímpicos de Seúl 1988, obteniendo una medalla de oro en la clase 470 (junto con Lynne Jewell).

## Palmarés internacional
| \| Juegos Olímpicos \| Juegos Olímpicos \| Juegos Olímpicos \| Juegos Olímpicos \| \| Año \| Lugar \| Medalla \| Clase \| \| ---------------- \| -------------------- \| ---------------- \| ---------------- \| \| 1988 \| Seúl (Corea del Sur) \| Medalla de oro \| 470 \| |                      |                |       |
| Juegos Olímpicos |                      |                |       |
| Año | Lugar                | Medalla        | Clase |
| 1988 | Seúl (Corea del Sur) | Medalla de oro | 470   |